# Persone di nome Lucy
| Questa pagina contiene informazioni ricavate automaticamente dalle voci biografiche con l'ausilio del template Bio e di un bot. L'aggiornamento è periodico e automatico e ricostruisce completamente la pagina. Se manca una persona in questa lista, sei pregato di non aggiungerla, ma accertati piuttosto che la sua voce biografica contenga il template Bio e che i dati anagrafici siano correttamente compilati. Se il template Bio manca, inseriscilo tu stesso o, in alternativa, metti l'avviso {{tmp\|Bio}} che ne segnala la mancanza. Se i dati riportati sono sbagliati, correggi direttamente la voce biografica; le modifiche saranno visibili in questa lista entro pochi giorni. Per chiarimenti vedi il progetto antroponimi. La lista contiene solo le 78 persone che sono citate nell'enciclopedia e per le quali è stato implementato correttamente il template Bio. Pagina aggiornata al 16 ott 2024. |

Questa è una lista di persone presenti nell'enciclopedia che hanno il prenome Lucy, suddivise per attività principale.

## Alpiniste(1)
- Lucy Walker, alpinista britannica (n. 1835 - Liverpool, † 1916)

## Architetti(1)
- Lucy Hillebrand, architetto tedesco (Magonza, n. 1906 - Gottinga, † 1997)

## Artiste(1)
- Claude Cahun, artista, fotografa e scrittrice francese (Nantes, n. 1894 - Saint Helier, † 1954)

## Astiste(1)
- Lucy Bryan, astista britannica (Bristol, n. 1995)

## Astronome(1)
- Lucy d'Escoffier Crespo da Silva, astronoma statunitense (n. 1978 - Cambridge, † 2000)

## Attiviste(3)
- Lucy Burns, attivista statunitense (Kings County, n. 1879 - Brooklyn, † 1966)
- Lucy Salani, attivista italiana (Fossano, n. 1924 - Bologna, † 2023)
- Lucy Stone, attivista statunitense (n. 1818 - † 1893)

## Attrici(20)
- Lucy Akhurst, attrice britannica (Londra, n. 1970)
- Lucy May Barker, attrice e cantante britannica (Lincoln, n. 1992)
- Lucy Boynton, attrice britannica (New York, n. 1994)
- Lucy Briers, attrice inglese (Londra, n. 1967)
- Lucy Brown, attrice inglese (Crawley, n. 1979)
- Lucy Cohu, attrice britannica (Swindon, n. 1968)
- Lucy Cotton, attrice statunitense (Houston, n. 1895 - Miami Beach, † 1948)
- Lucy Davis, attrice britannica (Solihull, n. 1973)
- Lucy DeVito, attrice statunitense (Los Angeles, n. 1983)
- Lucy Doraine, attrice e produttrice cinematografica ungherese (Budapest, n. 1898 - Los Angeles, † 1989)
- Lucy Fallon, attrice britannica (Blackpool, n. 1995)
- Lucy Fox, attrice statunitense (New York, n. 1897 - Palm Beach, † 1970)
- Lucy Fry, attrice australiana (Brisbane, n. 1992)
- Lucy Gaskell, attrice britannica (Wigan, n. 1980)
- Lucy Gordon, attrice e modella inglese (Oxford, n. 1980 - Parigi, † 2009)
- Lucy Griffiths, attrice britannica (Brighton, n. 1986)
- Lucy Griffiths, attrice britannica (Birley, n. 1919 - Londra, † 1982)
- Lucy Knoch, attrice statunitense (Nashville, n. 1923 - San Bernardino, † 1990)
- Lucy Liu, attrice e doppiatrice statunitense (New York, n. 1968)
- Lucy Punch, attrice britannica (Londra, n. 1977)

## Avvocate(1)
- Lucy Deakins, avvocato e attrice statunitense (New York, n. 1971)

## Biologhe(1)
- Lucy Shapiro, biologa statunitense (New York, n. 1940)

## Calciatrici(2)
- Lucy Hope, calciatrice scozzese (n. 1996)
- Lucy Staniforth, calciatrice inglese (York, n. 1992)

## Cantanti(2)
- Lucy Durack, cantante e attrice australiana (Perth, n. 1982)
- Lucy Rose, cantante britannica (Camberley, n. 1989)

## Cantautrici(3)
- Lucy Dacus, cantautrice statunitense (Norfolk, n. 1995)
- Lucy Simon, cantautrice e compositrice statunitense (New York, n. 1940 - Piermont, † 2022)
- Lucy Spraggan, cantautrice britannica (Buxton, n. 1991)

## Conduttrici televisive(2)
- Lucy Aharish, conduttrice televisiva, giornalista e attrice israeliana (Dimona, n. 1981)
- Lucy Ayoub, conduttrice televisiva e poetessa israeliana (Haifa, n. 1992)

## Costumiste(1)
- Lady Duff Gordon, costumista e stilista britannica (Londra, n. 1863 - Londra, † 1935)

## Drammaturghe(1)
- Lucy Kirkwood, drammaturga e sceneggiatrice britannica (Leytonstone, n. 1974)

## First lady(1)
- Lucy Hayes, first lady statunitense (Chillicothe, n. 1831 - Fremont, † 1889)

## Ginnaste(1)
- Lucy Desmond, ginnasta britannica (Lambeth, n. 1899 - † 1992)

## Insegnanti(1)
- Lucy Feagin, insegnante statunitense (Union Springs, n. 1876 - Birmingham, † 1963)

## Mezzosoprani(1)
- Lucy Arbell, mezzosoprano francese (Le Vésinet, n. 1878 - Bougival, † 1947)

## Modelle(2)
- Lucy Evangelista, modella britannica (Ballymena, n. 1986)
- Lucy Pinder, modella, personaggio televisivo e attrice britannica (Winchester, n. 1983)

## Nobildonne(3)
- Lucy Lyttelton, nobildonna inglese (Hagley, n. 1841 - Penshurst, † 1925)
- Lucy Percy, nobildonna e agente segreto britannica (n. 1599 - † 1660)
- Lucy Somerset, nobildonna inglese (n. 1524 - † 1583)

## Nobili(1)
- Lucy Herbert, nobile, religiosa e scrittrice britannica (Londra, n. 1669 - Bruges, † 1744)

## Nuotatrici(3)
- Lucy Goldner, nuotatrice austriaca (Vienna, n. 1918 - Melbourne, † 2000)
- Lucy Hope, nuotatrice britannica (Melrose, n. 1997)
- Lucy Morton, nuotatrice britannica (Knutsford, n. 1898 - Blackpool, † 1980)

## Ostacoliste(1)
- Lucy Hatton, ostacolista britannica (n. 1994)

## Pianiste(1)
- Lucy Anderson, pianista inglese (Bath, n. 1797 - Londra, † 1878)

## Pittrici(2)
- Lucy Kennedy, pittrice britannica (Little Busby, n. 1860 - † 1925)
- Lucy Madox Brown, pittrice, modella e scrittrice inglese (Parigi, n. 1843 - Sanremo, † 1894)

## Poetesse(1)
- Lucy Hutchinson, poetessa, traduttrice e biografa inglese (Londra, n. 1620 - Owthorpe, † 1681)

## Politiche(3)
- Lucy Anderson, politica britannica (Silchester, n. 1965)
- Lucy Frazer, politica e avvocata britannica (Yorkshire, n. 1972)
- Lucy Nethsingha, politica britannica (Southampton, n. 1973)

## Registe(1)
- Lucy Walker, regista, sceneggiatrice e produttrice cinematografica britannica (Londra, n. 1970)

## Registe teatrali(1)
- Lucy Moss, regista teatrale, compositrice e librettista britannica (Londra, n. 1994)

## Rugbiste a 15(1)
- Lucy Packer, rugbista a 15 inglese (Ammanford, n. 2000)

## Scrittrici(6)
- Lucy Ridsdale, scrittrice e attivista inglese (Londra, n. 1869 - Stourport-on-Severn, † 1945)
- Lucy Caldwell, scrittrice e drammaturga nordirlandese (Belfast, n. 1981)
- Lucy Ellmann, scrittrice statunitense (Evanston, n. 1956)
- Lucy Hughes-Hallett, scrittrice e biografa britannica (Londra, n. 1951)
- Lucy Lippard, scrittrice, attivista e critica d'arte statunitense (New York, n. 1937)
- Lucy Maud Montgomery, scrittrice canadese (Clifton, n. 1874 - Toronto, † 1942)

## Sindacaliste(1)
- Lucy Parsons, sindacalista statunitense (Virginia, n. 1851 - Chicago, † 1942)

## Sollevatrici(1)
- Lucy Ejike, sollevatrice nigeriana (Enugu, n. 1977)

## Storiche(1)
- Lucy Riall, storica irlandese (n. 1962)

## Triatlete(1)
- Lucy Charles, triatleta britannica (Londra, n. 1993)

## Violiniste(1)
- Lucy van Dael, violinista olandese (n. 1946)

## Senza attività specificata(2)
- Lucy D'Albert, soubrette, ballerina e attrice russa (Mosca, n. 1914 - Roma, † 1984)
- Lucy Walter,  britannica († 1658)